# Тилар (Арканзас)
Тилар (енгл. Tillar) град је у америчкој савезној држави Арканзас.

## Демографија
По попису из 2010. године број становника је 225, што је 15 (-6,3%) становника мање него 2000. године.
| Група             | 2000.       | 2010.       |
| Белци             | 211 (87,9%) | 188 (83,6%) |
| Афроамериканци    | 14 (5,8%)   | 27 (12,0%)  |
| Азијати           | 0 (0,0%)    | 0 (0,0%)    |
| Хиспаноамериканци | 11 (4,6%)   | 7 (3,1%)    |
| Укупно            | 240         | 225         |